# 娜仁图雅
娜仁图雅（1971年3月—），内蒙古乌拉特前旗人，蒙古族，无党派人士。中华人民共和国政治人物、第十三届全国人民代表大会内蒙古地区代表。

## 生平
2018年2月24日，当选为第十三届全国人大代表。